# Rovná hora (Malá Fatra)
Rovná hora je široké sedlo (751 m n. m.) vystupující mezi Kysuckou vrchovinou, podcelkem Kysucké bradlá na severu a Malou Fatrou, podcelkem Krivánská Fatra na jihu. Nalézá se mezi vrchy Pupov (Pupov vrch; (1 095,6 m n. m.) a Malý Rozsutec (1 343,5 m n. m.).
Prochází jím silnice II / 583 mezi obcemi Terchová a Zázrivá. Zároveň jím vede hranice mezi okresy Žilina a Dolný Kubín.

## Přístup
- po silnici II / 583 z obcí Terchová a Zázrivá